# Paul Theroux
Paul Edward Theroux (Medford (Massachusetts), 10 april 1941) is een Amerikaans schrijver van reisverhalen en romans. Zijn bekendste werk is The Great Railway Bazaar (1975), een verhaal over een treinreis vanuit Groot-Brittannië door West- en Oost-Europa en Azië tot aan Japan en weer terug. Naast reisboeken schrijft hij fictie. Een bekende roman is The Mosquito Coast die werd verfilmd.

## Levensloop
Theroux groeide op in zijn geboorteplaats in een katholiek gezin met zeven kinderen. Zijn vader was van Frans-Canadese en zijn moeder van Italiaanse afkomst. 

In 1959 slaagde hij voor de middelbare school, waarop hij ging studeren aan de Universiteit van Maine. Daar was hij actief in de beweging tegen de Vietnamoorlog. Voor het beëindigen van de opleiding stapte hij over naar de Universiteit van Massachusetts, waar hij schrijflessen volgde. In 1963 studeerde Theroux af met een "Bachelor of Arts degree". 

Aan de universiteit van Syracuse volgde hij een opleiding voor het Vredeskorps. 

Hij gaf eerst een korte periode les aan een Italiaanse universiteit, waarna hij uitgezonden werd naar Malawi. In Malawi gaf hij van 1963 tot en met 1965 les aan de Soche Hill College. In die tijd schreef hij artikelen voor verschillende Amerikaanse tijdschriften, waaronder Playboy, Esquire en Atlantic Monthly. 

In 1965 werd hij Malawi uitgegooid en ontslagen bij het Vredeskorps, omdat hij zijdelings betrokken was bij een mislukte staatsgreep: hij hielp namelijk een van de betrokkenen de grens over te vluchten. Hij vertrok naar Oeganda, waar hij les gaf aan de Makarere Universiteit in Kampala. 

Daar ontmoette hij zijn eerste vrouw Anne Castle, die daar werkte als docent, en zijn vriend en literaire voorbeeld V.S. Naipaul die daar een tijdje als gastdocent verbleef. Theroux' eerste zoon Marcel is in 1968 in Oeganda geboren. 

In 1969 verhuisde Theroux naar Singapore, waar hij twee jaar les gaf aan de universiteit. Zijn tweede zoon, de latere documentairemaker Louis Theroux is daar geboren in 1970. 

Begin jaren 70 vertrok Theroux met zijn gezin naar Groot-Brittannië, waar het gezin zich vestigde, eerst in Dorset, en vanaf 1972 in Londen. Theroux is van 1967 tot 1993 getrouwd geweest met Anne Castle. Hij hertrouwde in november 1995 met Sheila Donnelly. 

Hij zegt zich tegenwoordig ook bezig te houden met bijenhouden. Hij verkoopt zijn honing onder de naam Oceania Ranch Pure Hawaiian Honey. In februari 2020 werd de Edward Stanford Travel Writing Award aan hem toegekend voor al zijn reisboeken.

## Literaire werk
Therouxs eerste boek Waldo is geschreven tijdens zijn verblijf in Oeganda. Gedurende zijn tijd in Afrika schreef hij nog meer romans en verhalen, waaronder Fong and the Indians. Rond 1972 begon hij de grote treinreis van Groot-Brittannië naar Japan en terug, dat beschreven is in The Great Railway Bazaar. Dit reisboek was zijn eerste grote succes, en schrijven over zijn treinreizen werd een favoriet thema. Sindsdien heeft hij nog verscheidene reisboeken geschreven, waaronder een boek over een treinreis van Boston naar Argentinië (The Old Patagonian Express), een wandeltocht door Groot-Brittannië (The Kingdom By The Sea), treinreizen door China (Riding the Iron Rooster) en een reis van Caïro naar Kaapstad (Dark Star Safari). In Dark Star Safari reist hij terug naar de plaatsen waar hij 40 jaar eerder werkte voor het Vredeskorps. Zijn reisboeken worden gekenmerkt door de gedetailleerde beschrijvingen van mensen en bezochte plaatsen en vooral door een flinke dosis ironie.

### Sir Vidia's Shadow
Sir Vidia's Shadow is Therouxs verslag van de dertig jaar durende vriendschap met V.S. Naipaul. Het beschrijft het begin van de vriendschap in Afrika, waar de al beroemde Naipaul de beginnende auteur onder zijn hoede neemt; het beloop, waarin Theroux en Naipaul steeds meer elkaars gelijke worden; en het raadselachtige einde van de vriendschap, wanneer Naipaul van het ene op het andere moment alle contact met Theroux verbreekt.
Naipaul en Theroux ontmoeten elkaar op de Universiteit van Makerere in Oeganda, waar Theroux op dat moment werkt en Naipaul als gastdocent is uitgenodigd. Theroux is op dat moment een beginnende schrijver, bezig met z'n eerste roman, en Naipaul is al een gevestigde en beroemde auteur. Dit boek is bij tijd en wijle zeer kritisch over Naipaul en staat in schril contrast met het lyrische portret dat hij schreef in 1972, V.S. Naipaul, an Introduction to His Work. Sir Vidia's Shadow is dan ook geschreven na beëindiging van de lange vriendschap met Naipaul.

## Verfilmingen
- 1979 Saint Jack. Verfilming van het gelijknamige boek door Peter Bogdanovich.
- 1986 Half Moon Street. Verfilming van Doctor Slaughter
- 1986 The Mosquito Coast. Verfilming van het gelijknamige boek
- 1997 Chinese Box. Gebaseerd op Kowloon Tong. Het gaat over de overdracht van Hong Kong van Groot-Brittannië aan de Volksrepubliek China.

### Fictie
- Waldo (1967)
- Fong And The Indians (1968)
- Murder In Mount Holly (1969)
- Girls At Play (1971)
- Jungle Lovers
- Sinning With Annie (1972)
- The brick (1973)
- Saint Jack (1973)
- The Black House (1974)
- The Family Arsenal (1976)
- The Consul's File
- Picture Palace (1978)
- A Christmas Card
- London Snow
- World's End and other stories (1980)
- The Mosquito Coast (1981)
- The London Embassy (short stories, 1982)
- Half Moon Street (1984)
- Doctor Slaughter (1984)
- O-Zone (1986)
- The White Man's Burden
- My Secret History (1989)
- Chicago Loop (1990)
- Millroy The Magician (1993)
- The Greenest Island (1995)
- My Other Life (1996)
- Kowloon Tong (1997)
- The collected short novels (1998)
- Nurse Wolf and dr Sacks (2001)
- Hotel Honolulu (2002)
- Stranger At The Palazzo D'Oro (short stories) (2004)
- Blinding Light (2005)
- The Elephanta Suite (2007)
- A Dead Hand: A Crime in Calcutta (2009)
- The lower river (2012)

### Non-fictie
- V.S. Naipaul, an Introduction to His Work (1972)
- The Great Railway Bazaar (1975)
- The Old Patagonian Express (1979)
- The Kingdom By The Sea (1983)
- Sailing Through China (1984)
- Sunrise With Seamonsters (1985)
- The Imperial Way (1985)
- Riding The Iron Rooster By Train Through China (1988)
- To The Ends Of The Earth (1990)
- The Happy Isles Of Oceania (1992)
- The Pillars Of Hercules (1995)
- Sir Vidia's Shadow (1998)
- Fresh Air Fiend (2000)
- Dark Star Safari (2002)
- Ghost train to the Eastern Star (2008)
- The Tao of Travel (2010)
- The Last Train to Zona Verde (2013)
- Deep South (2016)
- Mother Land (2017)
- On The Plain Of Snakes (2019)

- Bibsys: 90122785
- Biblioteca Nacional de España: XX1148171
- Bibliothèque nationale de France: cb119263596 (data)
- Catàleg d'autoritats de noms i títols de Catalunya: 981058522414706706
- CiNii: DA01952408
- Digitale Bibliotheek voor de Nederlandse Letteren: ther002
- Gemeinsame Normdatei: 118968734
- International Standard Name Identifier: 0000 0000 8112 9949
- Library of Congress Control Number: n79064834
- Nationale Bibliotheek van Letland: 000031933
- Bibliotheek van het Japanse parlement: 00458556
- Nationale Bibliotheek van Tsjechië: xx0001458
- Nationale bibliotheek van Australië: 35400890
- Nationale Bibliotheek van Israël: 987007280555205171
- Nationale en Universitaire bibliotheek Zagreb: 000187383
- Nederlandse Thesaurus van Auteursnamen: 068448813
- Réseau des bibliothèques de Suisse occidentale: 02-A003895394
- Istituto Centrale per il Catalogo Unico: CFIV000935
- LIBRIS: 208373
- SNAC: w64t749p
- Système universitaire de documentation: 02715937X
- Trove: 939601
- Virtual International Authority File: 34463664
- WorldCat: E39PBJmtwYx4YP6jwWmCBFt3Qq